# Vítězové cen na MFF Karlovy Vary 2005
Vítězové cen na Karlovy Vary International Film Festival 2005
- Křišťálový glóbus (Grand Prix) - Mój Nikifor (Polsko) (česky „Můj Nikifor“) - režisér Krzysztof Krauze[1]
- Zvláštní cena poroty - Eize makom nifla (Izrael) (česky „Taková krásná země“) - režisér Eyal Halfon[2]
- Nejlepší režie - Krzysztof Krauze (Polsko) - Mój Nikifor (česky „Můj Nikifor“)
- Nejlepší ženský herecký výkon - Krystyna Feldmanová (Polsko) - Mój Nikifor (česky „Můj Nikifor“)
- Nejlepší mužský herecký výkon - Luca Zingaretti (Itálie) - Alla luce del sole (česky „Za bílého dne“, resp. „Ukažte svou tvář!“)[3]
- Nejlepší mužský herecký výkon - Uri Gavriel (Izrael) - Eize makom nifla (česky „Taková krásná země“)
- Křišťálový glóbus za mimořádný umělecký přínos světové kinematografii - Robert Redford, Liv Ullmann, Sharon Stone
- Na východ od Západu - Ragin (Rusko/Rakousko) - režisér Kirill Serebrennikov[4]
- Cena diváků - La vie avec mon père (Kanada) (česky „Můj život s otcem“) - režisér Sébastien Rose[5]
- Nejlepší dokumentární film (do 30 minut) - Boža moj (Bělorusko) (česky „Bože můj“) - režisérka Galina Adamovičová[6]
- Nejlepší dokumentární film (nad 30 minut) - Estamira (Brazílie) - režisér Marcos Prado[7]

## Zvláštní uznání poroty
- Noriko no šokutaku (Japonsko) (česky „Večeře u Noriko“) - režisér Šion Sono[8]
- Mad Hot Balroom (Spojené státy americké) (česky „Šílený žhavý tanec“) - režisérka Marilyn Agrelová[9]
- Wesele (Polsko) (česky „Svatba“) - režisér Wojtek Smarzowski[10]

## Nestatutární ocenění
- FIPRESCI Mezinárodní cena kritiků: Kinamand (Čína/Dánsko) (česky „Číňan“) – režisér Henrik Ruben Genz
- Don Quijote Award: Noriko no šokutaku (Japonsko) (česky „Večeře u Noriko“) – režisér Šion Sono
- Cena ekumenické poroty: Kinamand (Čína/Dánsko) (česky „Číňan“) – režisér Henrik Ruben Genz
- Cena mladých českých kritiků: Parvaneha badraghe mikonand (Írán) (česky „Motýli jsou jen krok za námi“) – režisér Mohammad Ebrahim Moaiery
- Cena České televize (Nezávislá kamera): Los Muertos (Argentina) (česky „Mrtví“) – režisér Lisandro Alonso